# (2811) Střemchoví
(2811) Střemchoví est un astéroïde de la ceinture principale.

## Description
(2811) Střemchoví est un astéroïde de la ceinture principale. Il fut découvert le 10 mai 1980 à l'Observatoire Kleť par Antonín Mrkos. Il présente une orbite caractérisée par un demi-grand axe de 2,87 UA, une excentricité de 0,04 et une inclinaison de 1,0° par rapport à l'écliptique.

## Compléments